# Andske države
Andske države (špansko Estados Andinos) je skupina držav v zahodni Južni Ameriki, ki jih povezuje gorovje Andi.
Izraz andske države se včasih uporablja za označevanje vseh sedmih držav, skozi katere tečejo Andi, regij s skupno kulturo, ki se je v glavnem razširila v času Inkovskega imperija (na primer jezik kečua in andska kuhinja), ali pa se lahko uporablja v geopolitičnem smislu za označevanje držav v regiji, ki so članice trgovinske skupine Andske skupnosti in imajo lokalno (v nasprotju z južnim stožcem) kulturno usmerjenost.
Andi se raztezajo skozi zahodni del Južne Amerike v naslednjih sedmih državah (razporejenih od severa proti jugu):
- Venezuela (del karibske Južne Amerike, ki se v geopolitiki ne šteje za andsko državo)
- Kolumbija (tudi del karibske Južne Amerike)
- Ekvador
- Peru
- Bolivija
- Čile (del južnega stožca, ki se v geopolitiki na splošno ne šteje za andsko državo)
- Argentina (del južnega stožca, ki se v geopolitiki pogosto ne šteje za andsko državo)

Ko so razvrščene kot andske države, je poudarek na gorskih regijah teh držav.
Bolivija, Kolumbija, Ekvador in Peru so del Andske skupnosti (trgovinska skupina) in vsaka država vsebuje amazonski deževni gozd in amazonsko domorodno prebivalstvo ter Andsko gorovje.

## Andske države kot kulturno območje
Kultura andskih držav, zlasti tistih v osrednjih andskih državah (Bolivija, Peru in Ekvador, pa tudi severni Čile, severozahodna Argentina in skrajni jug Kolumbije), ima izrazite etnične, jezikovne in kulturne elemente, kot je uporaba kečuanščine ali jezik ajmara kot tudi gradnja iz opeke, sušene na soncu. Eden od razlogov za to je Inkovski imperij, ki se je na tem območju razširil približno med letoma 800 in 1500, in njihova kulturna mešanica (mestici) z iberskimi vplivi. To je privedlo do tega, da se izraz andske države zdaj uporablja tudi kot izraz za kulturno območje.
Andska glasba ima podobnosti v harmoniji in ritmu, pa tudi v uporabljenih glasbilih. Prevladujejo slogi, ki so mešanice predkolumbovske dediščine (zlasti uporaba pihal, kot so flavta in trstenke, quena in sicus, pa tudi prizvočna harmonija) in španskih vplivov (strunska glasbila, kot so kitara, charango itd. in diatonika).

## Politično-ekonomski prostor
Izraz andske države se redkeje uporablja tudi kot sinonim za države Andske skupnosti (Peru, Bolivija, Ekvador, Kolumbija). Po drugi strani je Argentina članica Mercosurja, Venezuela pa je bila članica do njegove prekinitve leta 2016. Čile je povezan z obema zavezništvoma prek pridružitvenih sporazumov – ne da bi bil članica. Nedavno je Alianza del Pacífico stopila v ospredje, pri čemer si Čile, Peru in Kolumbija skupaj z Mehiko prizadevajo za gospodarsko povezovanje.